# Nooterhof
De Nooterhof is een natuur-educatief park in de wijk Assendorp in Zwolle (NL). Om het in De Nooterhof -uit afval- gebouwde Earthship liggen verschillende ecologisch beheerde tuinen met tal van bloemen, planten, bomen en insecten, het vogelbos, een waterspeelplaats, een ruim grasveld om te picknicken, het blotevoetenpad en een amfitheater. De Nooterhof is de huiskamer en broedplaats van Milieuraad Zwolle en diverse natuurorganisaties die kennis en ervaring delen en deel uitmaken van een netwerk met wijkboerderijen, onderwijsinstellingen en andere (natuur)organisaties. Er worden tentoonstellingen, cursussen, lezingen en evenementen rond natuur, milieu en duurzaamheid georganiseerd. 
Nooterhof in groene handen
De Nooterhof is een zelfstandige stichting die sinds januari 2022 een structurele subsidie van de Gemeente Zwolle ontvangt. Het beheer van de Nooterhof is in handen van vrijwilligers en betaalde krachten voor ecologisch beheer, administratie, coördinatie, organisatie, communicatie en NME.
Een plek voor Natuur- en Milieueducatie in een ecologisch beheerd park
De Nooterhof is een plek voor kinderen om spelend de natuur te ontdekken. De Nooterhof is daarmee een park met een belangrijke rol voor Natuur- en Milieueducatie (NME) en een  locatie met een interessant aanbod voor het onderwijs. Met regelmaat zijn er in de Nooterhof groene activiteiten en volop mogelijkheden om kennis te maken en kennis op te doen over de natuur. 
Historie
Het park is vernoemd naar de Zwolse wethouder Arie Nooter, die aan de basis stond van de Commissie Jeugd en Natuur, die het park geïnitieerd heeft. Oorspronkelijk stond het park bekend als Wethouder Nooterhof, later is dit het Nooterhof geworden. Vanaf het begin is het de bedoeling van het park geweest om de jeugd vertrouwd te maken met de natuur.
Door een samenwerking tussen de gemeente Zwolle, Landstede, de Stichting Milieuraad Zwolle en AOC De Groene Welle werd het park omgebouwd tot 'Doepark' dat op 20 juni 2009  werd geopend door nazaten van Arie Nooter. Per 1 januari 2022 wordt het park structureel financieel ondersteund door de gemeente en beheerd door lokale groene organisaties via de nieuwe stichting Nooterhof.
Archenaultplantsoen · Azaleapark · Badhuiswal - Noordereiland · Broerenkerkplein · De Dobbe · Engelse Werk · Groen assenkruis Holtenbroek · Ittersumerpark · Van Nahuysplein · Nooterhof · Oldenelerpark · Park Aa-landen · Park Eekhout · Park Gerenbroek · Park Gerenlanden · Park Hogenkamp · Park Ittersumerlanden · Park de Wezenlanden · Ter Pelkwijkpark · Twistvlietpark · Potgietersingel · Prins Clauspark · Schellerpark · Stinspark · Oude Weteringzone · Wijkpark Berkum · Zwarte waterpark Holtenbroek · Zwarte waterpark Stadshagen